# Râul Valea Sărată, Dragomirna
Râul Valea Sărată este un curs de apă, afluent al râului Dragomirna. 